# Sinfonia n. 5 (Haydn)
La Sinfonia n. 5 in La maggiore, Hoboken I/5, di Joseph Haydn, è stata scritta tra il 1760 ed il 1762.
È stata composta per un'orchestra di 2 oboi, fagotto, 2 corni, archi e basso continuo. Nella forma di una sonata da chiesa, la sinfonia si presenta in 4 movimenti:
1. Adagio ma non troppo, 2/4
2. Allegro, 3/4
3. Minuetto e Trio, 3/4
4. Presto

Il primo movimento, lento, ed il Trio del Minuetto mettono in risalto la parte dei corni. Dei lavori di Haydn, solo la Sonata a tre, Hob. IV/5 e la Sinfonia n. 51 presentano maggiore difficoltà.